# Guide Rock
Guide Rock is een plaats (village) in de Amerikaanse staat Nebraska, en valt bestuurlijk gezien onder Webster County.

## Demografie
Bij de volkstelling in 2000 werd het aantal inwoners vastgesteld op 245. In 2006 is het aantal inwoners door het United States Census Bureau geschat op 216, een daling van 29 (-11,8%).

## Geografie
Volgens het United States Census Bureau beslaat de plaats een oppervlakte van 1,3 km², geheel bestaande uit land. Guide Rock ligt op ongeveer 508 m boven zeeniveau.

## Plaatsen in de nabije omgeving
De onderstaande figuur toont nabijgelegen plaatsen in een straal van 28 km rond Guide Rock.